# Mladen Dražetin
Mladen Dražetin (en cyrillique : Младен Дражетин), né le 3 mars 1951 à Novi Sad et mort le 23 juillet 2015 dans la même ville, est un docteur en sciences sociales, un intellectuel, économiste, créateur de théâtre, poète, écrivain et philosophe serbe.
Son père Rada était courrier au bureau de la communauté locale à Mošorin, tandis que sa mère Vukica (née Janjatović) était de Sombor. Il a laissé des œuvres de poésie, de prose, de théâtre et de philosophie. Il est le créateur du théâtre de la correspondance (en) (Dopisno pozorište), une organisation spécifique du théâtre et du jeu théâtral, qu'il a conçue et organisée en 1974. Il est mort à Novi Sad en 2015 où il enterré dans le cimetière dans Ledinci.